# 116446 Макдермід
116446 Макдермід (116446 McDermid) — астероїд головного поясу, відкритий 5 січня 2004 року.
Тіссеранів параметр щодо Юпітера — 3,337.